# Gare de Baule
Ne doit pas être confondu avec Gare de La Baule-Escoublac ou Gare de La Baule-les-Pins.
La gare de Baule est une gare ferroviaire française de la ligne de Paris-Austerlitz à Bordeaux-Saint-Jean, située sur le territoire de la commune de Baule, dans le département du Loiret, en région Centre-Val de Loire.
C'est aujourd'hui une halte ferroviaire de la Société nationale des chemins de fer français (SNCF), desservie par des trains TER Centre-Val de Loire qui effectuent des missions entre les gares de Blois - Chambord et d'Orléans.

## Situation ferroviaire
Établie à 104 mètres d'altitude, la gare de Baule est située au point kilométrique (PK) 143,413 de la ligne de Paris-Austerlitz à Bordeaux-Saint-Jean, entre les gares de Meung-sur-Loire et de Beaugency.

## Services voyageurs

### Accueil
Halte SNCF, c'est un point d'arrêt non géré (PANG) à entrée libre.

### Desserte
Baule est desservie par des trains TER Centre-Val de Loire qui effectuent des missions omnibus entre les gares de Blois - Chambord et d'Orléans, au nombre de 4,5 allers-retours en semaine, 2,5 le samedi et 0,5 le dimanche. En outre, une mission semi-directe Orléans – Tours dessert la halte le matin en semaine.

### Intermodalité
Un parc pour les vélos et un parking y sont aménagés.